# Friedrich Förner

Friedrich Förner (Ölbild im Besitz des Priesterseminars Bamberg)

Friedrich Förner (auch Friderich und Forner oder Fornerus) (* um 1568 in Weismain; † 5. Dezember 1630 in Bamberg) war Generalvikar und Weihbischof in Bamberg. Er galt als „die Seele der Gegenreformation“ und war zugleich ein unerbittlicher Hexenverfolger im Hochstift Bamberg. Christianus Erdtmannus ist ein Pseudonym für Friedrich Förner.

## Leben

### Herkunft und Ausbildung

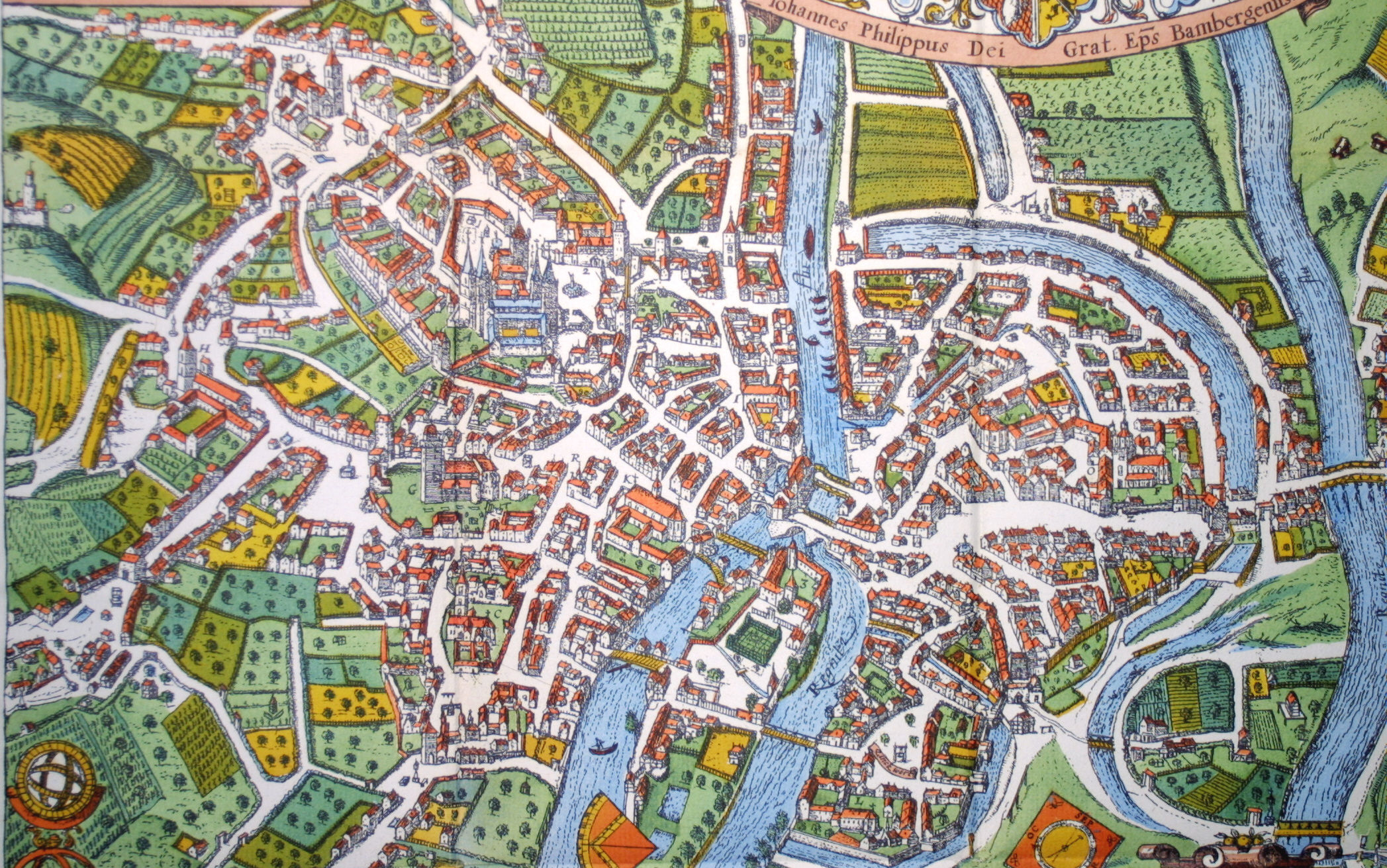
Bamberg in Förners Zeit. Ausschnitt aus einem kolorierten Nachstich des „Zweidlerplans“ von 1602. A = Dom, C = St. Stephan, F = (Alt) St. Martin, G = Obere Pfarre, N = Seminarium Ernestinum

Förners Vater hieß Ambrosius, über seine Tätigkeit in Weismain ist nichts bekannt. Von der Mutter kennt man nicht einmal den Namen. Da die Pfarrbücher Weismains nicht ins 16. Jahrhundert zurückreichen, ist auch Förners Geburtsdatum ungewiss. In einer seiner Schriften gibt Förner selbst einen Hinweis auf die Zeit um 1570; sein Biograf Lothar Bauer vermutet das Jahr 1568, da dies am besten zu einer zeitgenössischen Altersangabe passt.  Förners Vater war ursprünglich Lutheraner gewesen, konvertierte jedoch zum Katholizismus. 
Förner hatte sechs Geschwister, drei Brüder und drei Schwestern. Zwei seiner Brüder, Johann und Andreas, studierten ebenfalls Theologie in Rom und wurden Priester. Johann († 1638) folgte 1614 Friedrich Förner als Pfarrverweser an der Oberen Pfarre in Bamberg und wurde schließlich Theologieprofessor in Ingolstadt, Andreas († 1629) ist als Autor von polemischen Traktaten gegen Lutheraner und Calvinisten bekannt geworden. Moritz († 1629 oder 1630) hingegen heiratete und lebte zeitweise in Bamberg. Alle drei Schwestern heirateten: Barbara († 1604) hatte eine Tochter, die als Nonne in das Dominikanerinnenkloster Heilig Grab zu Bamberg eintrat. Margarethe zog mit ihrem Ehemann nach Eggolsheim, Anna bekam „villfaltige Kinderlein“ und wurde deshalb in Förners Testament besonders bedacht. Von den Geschwistern sind ebenfalls keine Geburtsdaten und nur zum Teil Todesdaten bekannt.
Förner besuchte das Kollegiatstift in Forchheim und nahm 1588 ein Philosophiestudium an der eben wiedergegründeten Universität Würzburg auf, wo er den Magistergrad erwarb. 1591 schrieb er dem neugewählten Bischof von Bamberg, Neidhardt von Thüngen, der 1584 Rector magnificus der Universität gewesen war, er wolle sich nun der Theologie zuwenden. Er wurde am Bamberger Priesterseminar, dem Seminarium Ernestinum, aufgenommen und erhielt im Lauf seines dortigen Studiums die niederen Weihen, 1593 auch die Weihen zum Subdiakon und Diakon. In diesem Jahr entsandte ihn Bischof Neidhardt zur weiteren Ausbildung an das Collegium Germanicum in Rom. Dort blieb er fünf Jahre lang. 1596 wurde er zum Priester geweiht und 1598 erwarb er den Grad eines Licentiaten der Theologie, kurz darauf auch den Doktorgrad an der Universität Perugia.

### Erste Aktivitäten in Bamberg

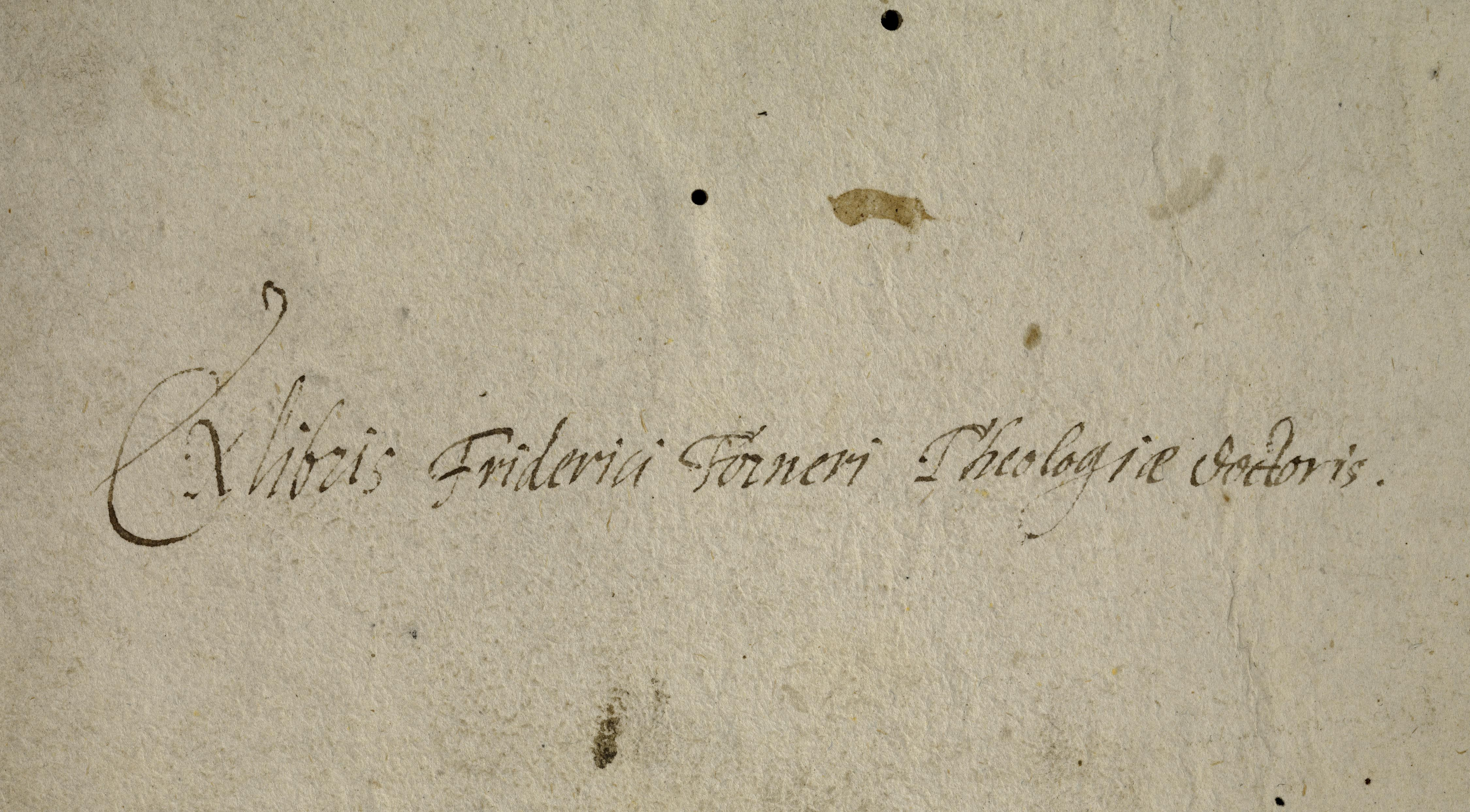
Besitzeintrag Förners auf dem Spiegel eines Buchs aus seiner Bibliothek, heute in der Staatsbibliothek Bamberg

Nach seiner Rückkehr nach Bamberg erwies sich Förner schnell als radikaler Verfechter der Gegenreformation. Er machte sich noch 1598 gemeinsam mit Johann Kostenreutter im Auftrag des Bischofs an eine Visitation der Bamberger Diözese und berichtete Neidhardt über lutherische Prediger in der Nähe von Weismain, die er für höchst gefährlich hielt. Insbesondere die Bewohner von Altenkunstadt wollten ihm zufolge nicht zum Katholizismus konvertieren und konnten auch durch Geldstrafen nicht dazu bewegt werden. Der Weismainer Kastner Moritz Neydecker besetzte daraufhin um Mitternacht mit einer großen Gruppe „wehrhafter Bürger“ aus anderen Gemeinden den Ort und nahm die Einwohner gefangen. Förner selbst nutzte diese Situation aus, um die Altenkunstädter zur Beichte und Kommunion nach katholischer Lehre zu zwingen, wie er in einem Brief an den Bischof berichtete. Dieses gewaltsame Vorgehen ging selbst dem der Gegenreformation zugeneigten Neidhardt zu weit, und er befahl den Abbruch der Aktion und die Freilassung der Gefangenen.
Am 26. Dezember 1598 starb Förners Gönner, der Bischof Neidhardt von Thüngen, der Förner sofort nach dessen Rückkehr aus Rom in den „engsten Kreis seiner geistlichen Berater“ berufen und ihm auch ein Kanonikat zu St. Stephan verschafft hatte. Förner spendete ihm die Letzte Ölung und hielt die Leichenpredigten, die er 25 Jahre später drucken ließ. Der Nachfolger Neidhardts, Johann Philipp von Gebsattel, hielt wenig von den gegenreformatorischen Aktivitäten und zeichnete sich eher durch religiöse Toleranz aus. Dies scheint zu einem Bruch in der bis dahin steilen Karriere Förners geführt zu haben.
Im Jahr 1599 wurde Förner Pfarrverweser zu Unserer Lieben Frau, also an der als „Obere Pfarre“ bekannten Bamberger Kirche, wo er bis 1613 blieb. 1603 wurde er zum Domprediger ernannt. Die Prädikatur war mit einer Pfründe verbunden. Da Gebsattel, nach Lothar Bauers Urteil, Förner „kein offizielles Mitspracherecht in Angelegenheiten des Hochstifts einräumen“ wollte, pflegte Förner zunächst seine Beziehungen zu denjenigen katholischen Fürsten, die für Gegenreformation und Rekatholisierung eintraten, insbesondere dem Würzburger Fürstbischof Julius Echter von Mespelbrunn und dem Herzog von Bayern Maximilian, der ihn 1604 auch in seinen Rat aufnahm. 1608 ernannte ihn sogar der Kaiser des Heiligen Römischen Reichs Rudolf II. zu seinem Rat, wohl auf Vorschlag Maximilians.

### Der Konflikt mit Johann Schöner

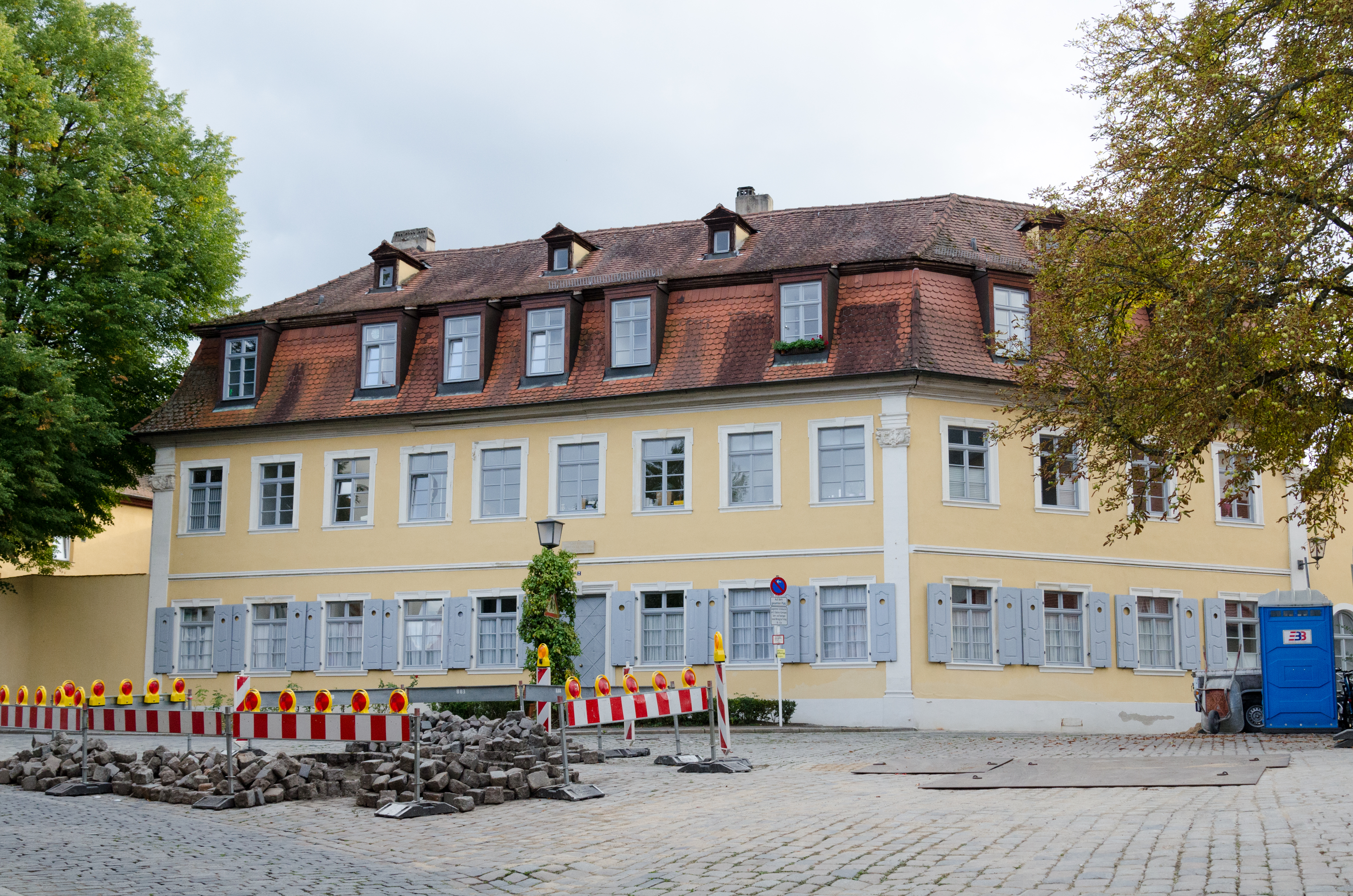
Die Curia Libhardi in ihrer heutigen Gestalt, durch Umbauten im 18. und 19. Jahrhundert stark verändert und erweitert

Der politische Konflikt zwischen dieser „bayerisch-würzburgischen Partei“, als deren Vertrauensmann Förner in Bamberg galt, und Gebsattel brach offen aus, als der Bamberger Weihbischof Johann Ertlin im Frühjahr 1607 starb. Das Bamberger Domkapitel wählte auf Vorschlag Gebsattels als Ertlins Nachfolger Gebsattels Generalvikar Johann Schöner, einen Theologen im gleichen Alter wie Förner, der ebenfalls am Collegium Germanicum in Rom studiert hatte. Es schloss sich eine heftige Auseinandersetzung zwischen Schöner und Förner an, die von beiden Seiten mit allen Mitteln geführt wurde, unter anderem schriftlichen Denunziationen in Rom, Überwachung der Post sowie Beschuldigungen finanzieller Unregelmäßigkeiten und des Konkubinats. Die Ernennung Schöners als Bischof durch Papst Paul V. ließ daher auf sich warten und erfolgte erst am 28. Juli 1608. Am 11. Januar 1609 erhielt Schöner die Bischofsweihe. Damit waren die Auseinandersetzungen aber nicht beendet, da es bereits Versuche gab, in Rom eine Absetzung Gebsattels „wegen seines schändlichen Lebenswandels und seiner Lahmheit im Glauben“ zu erwirken, unter anderem betrieben durch den Würzburger Fürstbischof und den bayerischen Herzog. Dies erübrigte sich am 26. Juni 1609, als Gebsattel starb, während Schöner noch auf der Rückreise von einer Romfahrt war.
Innerhalb eines Monats wurde Johann Gottfried I. von Aschhausen, ein prominenter Vertreter der bayerisch-würzburgischen Partei, in Bamberg zum neuen Diözesanbischof und Fürstbischof gewählt. Er entsandte Förner nach Rom, um die päpstliche Bestätigung zu erhalten und stellvertretend für ihn den Ad-limina-Besuch vorzunehmen, was noch im Jahr 1609 gelang. Aschhausen ernannte Förner umgehend zu seinem Generalvikar und entsandte ihn 1610 auch, gemeinsam mit dem Dompropst Johann Christoph Neustetter, zu den Verhandlungen über den Beitritt des Hochstifts Bamberg zur Katholischen Liga, die sie erfolgreich führten. Zudem strebte Aschhausen auch danach, Schöner als Weihbischof durch Förner zu ersetzen. Dafür war er auf die römische Kurie angewiesen, die jedoch auf Vermittlung zwischen Aschhausen und Schöner setzte. Es kam schließlich im Frühjahr 1612 zu einer Einigung: Schöner, der bereits Ende 1609 eine weitere Romreise unternommen hatte und von dort nicht nach Bamberg zurückgekehrt war, sondern sich zunächst in Augsburg und dann in Nürnberg aufhielt, sollte seine Bischofswürde behalten, aber auf das Weihbischofsamt in Bamberg verzichten und dafür finanziell entschädigt werden.
Bereits im Dezember 1611 schlug Aschhausen Förner als neuen Weihbischof in Bamberg vor. Aufgrund der vorangegangenen Konflikte zog sich das Bestätigungsverfahren in Rom bis September 1612 hin, war aber erfolgreich. Am 7. Oktober 1612 wurde Förner zum Bischof geweiht und erhielt als Titularbistum das Bistum Hebron. Das mit dem Weihbischofsamt in Bamberg bisher verbundene Titularbistum Athyra verblieb bei Schöner. Am 11. November 1613 übernahm Förner auch die Pfarrei St. Martin, die seit dem 15. Jahrhundert durch eine päpstliche Bulle institutionell mit dem ursprünglich undotierten Weihbischofsamt verbunden war, um dem Weihbischof ein Einkommen zu verschaffen. Der Papst Paul V. sicherte Förner zudem eine jährliche Pension für das Weihbischofsamt zu. Förner blieb Generalvikar, gab aber 1613 seine Pfarrverweserstelle an der Oberen Pfarre und 1614 sein Dompredigeramt auf.  Mit seinen Einnahmen, die noch durch ein Benefizium in Pottenstein sowie ein Kanonikat in Forchheim vermehrt wurden, konnte er nun auch Grundbesitz erwerben, nämlich die Curia Libhardi in der Immunität St. Stephan.

### Als Generalvikar und Bischof

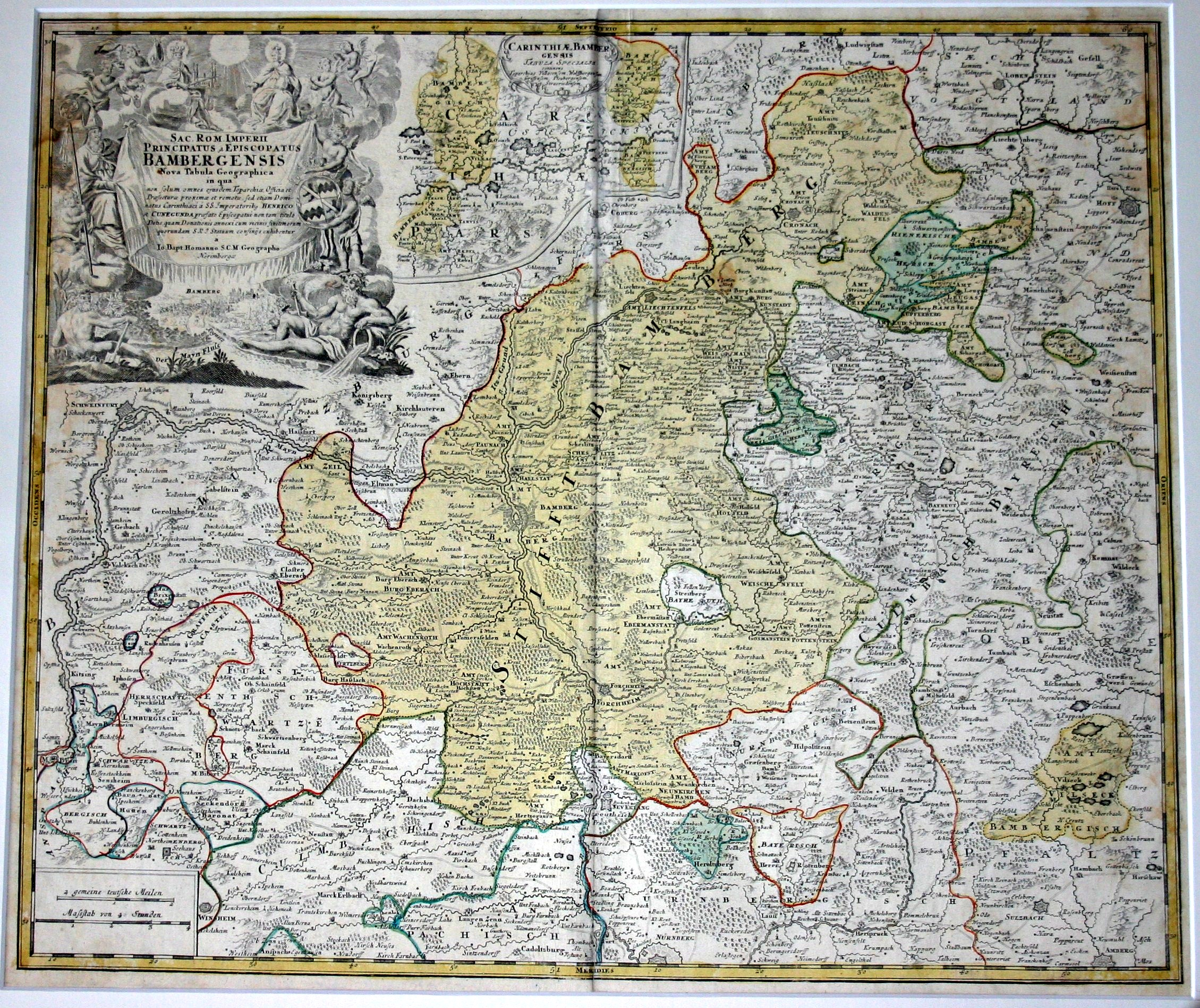
Das Hochstift Bamberg um 1700 (Karte von Johann Baptist Homann)

Förner begann umgehend mit Arbeiten im Sinne der Rekatholisierung und katholischen Reform. Bereits 1609 erstellte er für den Informativprozess Aschhausens, d. h. das Verfahren zu dessen päpstlicher Bestätigung, einen umfangreichen Bericht über den Zustand des Bistums („relatio status“), in dem er ein Anliegen ansprach, das ihn bis an sein Lebensende beschäftigte: die Rekatholisierung der protestantischen Reichsstadt Nürnberg, die kirchenrechtlich zur Diözese Bamberg gehörte, sich aber aufgrund ihrer politischen Selbstständigkeit dem Einfluss des Hochstifts entzog. Förner schlug dem Papst vor, durch ein Embargo der Hochstifte Bamberg und Eichstätt den Nürnbergern die Nahrungsmittelzufuhr abzuschneiden und sie so durch Hungersnot zur Wiederzulassung katholischer Gottesdienste zu zwingen. Dieser drastische Plan wurde aber nicht aufgegriffen, da er politisch undurchführbar schien.
1611 konnte Förner ein Vorhaben umsetzen, das er bereits unter Bischof Neidhardt begonnen hatte, damals aber abbrechen musste, nämlich eine Visitation der katholischen Gemeinden im Hochstift. Er stellte einen umfassenden Anforderungs- und Fragenkatalog zusammen und führte die Visitation in etwa der Hälfte der Gemeinden im Juni und Juli 1611 durch. Es war die erste solche Visitation seit 80 Jahren. Ziel war es, protestantische Pfarrer und Gläubige zur Konversion zu bringen oder auszuweisen, aber auch die Pfarreien zu kontrollieren. In seinem Bericht gab sich Förner erschüttert über die Missstände, die seiner Ansicht nach dort herrschten: Die Sakramente würden in vielen Orten nicht gespendet, die Heiligenverehrung sei im Verfall begriffen, evangelische Prädikanten hielten Gottesdienste, die Pfarrer nutzten ketzerische Bücher, läsen die Messe nicht gemäß den katholischen Vorgaben und lebten im Konkubinat. Heidnische Riten, Wahrsagerinnen, Besprecherinnen und Hexen seien überall anzutreffen, vor allem an Orten, wo der Protestantismus stark vertreten sei. Förner ergriff umgehend organisatorische Maßnahmen, um eine ständige Kontrolle der Pfarreien zu ermöglichen: Er entwarf eine Neuordnung der Landkapitel, Statuten für diese und ein Pflichtenbuch mit umfassenden Aufgabenkatalogen. Zudem bildete er den Geistlichen Rat des Hochstifts zu einer festen Institution aus und entwarf einen Aufgabenkatalog für die Mitglieder.
Bei diesen Vorhaben stieß Förner auf erhebliche Widerstände von Seiten der Gemeinden, der Geistlichen, der Orden und des Adels. Insbesondere die zum Bistum gehörigen reichsritterschaftlichen Territorien zeigten wenig Neigung, sich dem Katholisierungsprogramm anzuschließen. So gestaltete sich das Vorgehen langwierig und beschäftigte den Weihbischof und Generalvikar viele Jahre lang. Zwar konnte er auf Rückhalt bei den Fürstbischöfen Aschhausen und Johann Georg II. Fuchs von Dornheim bauen, die ihm immer wieder auch Zwangsmittel zur Verfügung stellten. Doch erforderten die gegenreformatorischen Aktivitäten starken persönlichen Einsatz, etwa mehrfache Inspektionsreisen und die Durchsetzung und Abhaltung von Ruralsynoden in den Landkapiteln, und beanspruchten einen großen Teil seiner Zeit. Nachdem Aschhausen 1617 zusätzlich Bischof von Würzburg und Fürstbischof des Hochstifts Würzburg geworden war, hielt er sich über längere Zeiten in Würzburg auf, sodass Förner weitgehend allein für das Bamberger Bistum zuständig war, und dies unmittelbar vor dem Beginn des Dreißigjährigen Kriegs.
Als Beispiel für die Konflikte, die Förner mit seinem unnachgiebigen Vorgehen heraufbeschwor, führt Lothar Bauer Vorgänge um das Dominikanerinnenkloster Heilig Grab zu Bamberg 1613 bis 1615 an. Aschhausen hatte eine jährliche Rechnungslegung des Klosters, ein Examen für Novizinnen nach den Regeln des Konzils von Trient sowie eine verschärfte Klausur des Klosters verlangt; Förner hatte den Auftrag, dies notfalls mit Gewalt durchzusetzen. Er sorgte dafür, dass den Nonnen ein von Aschhausen bestimmter Vogt aufgezwungen wurde, doch deren Widerstand dauerte an. Die Nonnen brachten nun vor, Förner habe gedroht, sie samt ihrer Priorin in Haft zu nehmen, worauf Förner die Urheberin dieser Aussage zu identifizieren suchte. Erst nachdem sich das Domkapitel eingeschaltet hatte, das ein solches Vorgehen als Kompetenzüberschreitung betrachtete, kam es zu einer Beruhigung des Konflikts; Förner gab an, das Inhaftierungsvorhaben sei ein „bloßes Gerücht“ gewesen.
Im Dezember 1622 starb Aschhausen. Förner hielt die Leichenpredigten für ihn und verfasste im Jahr darauf einen Fürstenspiegel, in dem er Aschhausen und Neidhardt von Thüngen als Musterbeispiele geistlicher Fürsten pries. Die Durchführung der formellen Zeugenbefragung (also des Informativprozesses) für den vom Domkapitel gewählten Nachfolger, Johann Georg Fuchs von Dornheim, übertrug Papst Gregor XV. dem Weihbischof Förner. Der Prozess verlief reibungslos und noch 1623 ernannte der neue Papst Urban VIII. Fuchs von Dornheim zum Bamberger Bischof. Dornheim setzte das gegenreformatorische Programm Aschhausens und Förners fort, radikalisierte aber vor allem die Hexenverfolgung.

### Hexenverfolgung

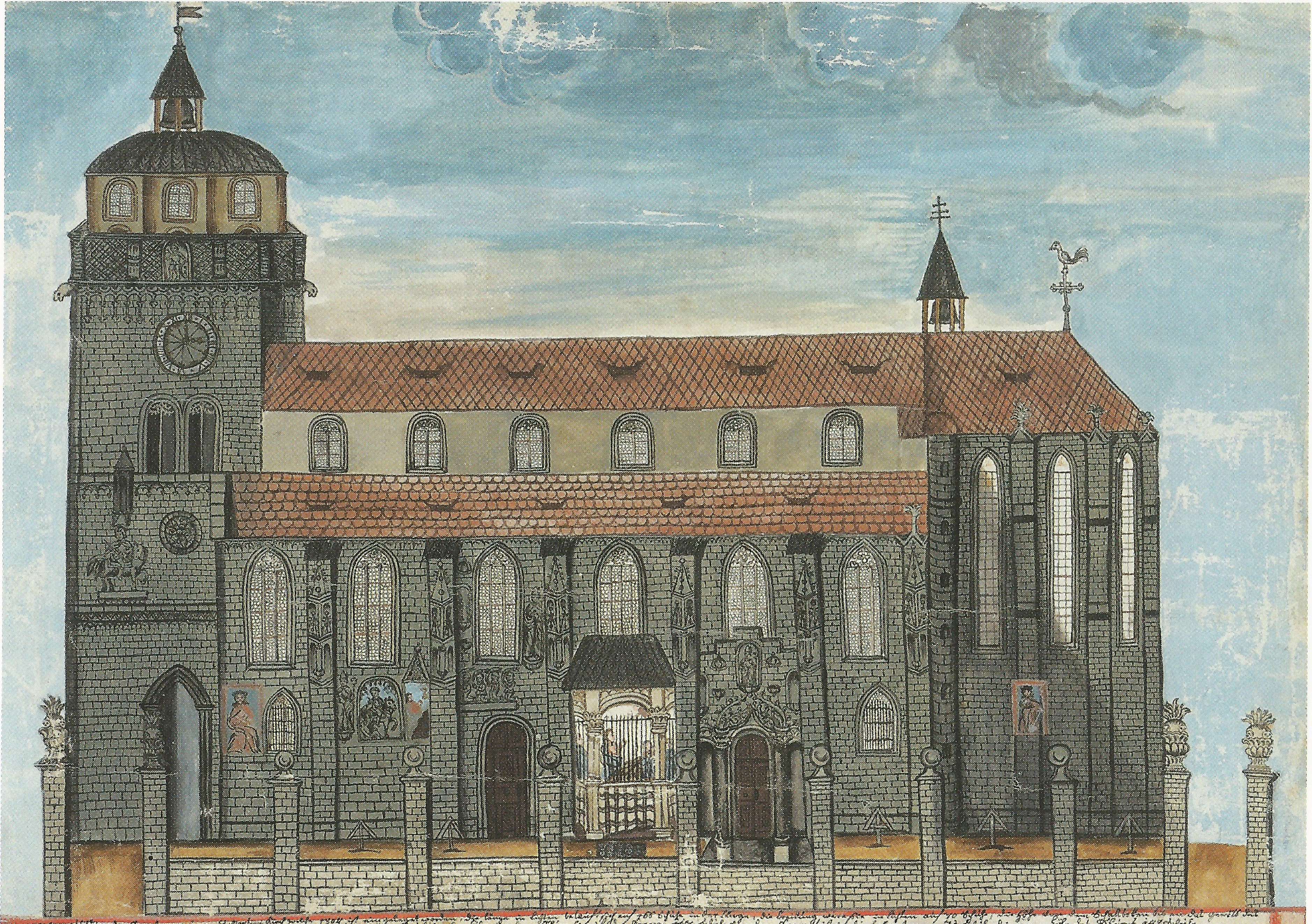
Die Pfarrkirche (Alt) St. Martin in Bamberg (Federzeichnung von Johann Caspar Stahl, 1804)

Den Hexenverfolgungen im Hochstift Bamberg, die in den Jahren 1612 bis 1630 in drei großen Wellen stattfanden, sind nach aktuellen Forschungen mindestens 884, wahrscheinlich etwa 1000 Personen zum Opfer gefallen. Davon entfallen über 600 auf die letzte Welle zwischen 1626 und 1630, in der erstmals auch eine große Zahl von Amtsträgern in der Stadt Bamberg hingerichtet und verbrannt wurde, bis hin zum Kanzler des Fürstbischofs, Georg Haan.
Friedrich Förner gilt als eine „Schlüsselfigur“ dieser Verfolgungen. Der „grimme Hexenverdammer“ wird in der Literatur als „einer der geistigen Urheber der Bamberger Hexenprozesse“ bezeichnet, Wolfgang Behringer nannte ihn den „bösen Geist der Verfolgung“. Diese Urteile stützen sich vor allem auf sein 1625 gedrucktes Werk Panoplia armaturae dei, eine Sammlung von 35 Hexenpredigten in lateinischer Sprache, die er wohl großenteils in den Jahren 1621 und 1622 auf Deutsch in seiner Pfarrkirche vorgetragen hat. Das Werk trägt eine Widmung an Johann Christoph von Westerstetten, den Fürstbischof des Hochstifts Eichstätt, der maßgeblicher Akteur der Hexenverfolgung in der Fürstpropstei Ellwangen und im Hochstift Eichstätt war. Förner attestierte Westerstetten in der Widmungsschrift, dass er in Ellwangen und Eichstätt den teuflischen Götzenwahn rücksichtslos mit Stumpf und Stiel ausgerottet habe und dieses Werk noch heute energisch fortsetze. Die Predigten der Panoplia beschrieben die verschiedenen Arten der Hexerei und die geistlichen Heilmittel dagegen, von der Beichte bis zum Exorzismus. Als Autoritäten führte Förner neben der Bibel und den Kirchenvätern auch zeitgenössische Hexentheoretiker an, insbesondere Martin Delrio, dessen Disquisitionum magicarum libri sex (1599/1600) er in weiten Teilen folgte. Zudem streute er eigene Erfahrungen ein, oft verbunden mit direkten Ermahnungen an die Bamberger Bürger, sich vom Hexenwerk fernzuhalten, und an die von Gott eingesetzte Obrigkeit, dieses Übel unnachsichtig und rücksichtslos zu vernichten. Besonders der Teufelspakt spielte hier eine große Rolle.
Britta Gehm geht davon aus, dass diese Predigten suggestive Wirkungen entfalten konnten. Sie gibt ein Beispiel: Förner schrieb in der neunten Predigt, er habe persönlich einen Jungen gekannt, dem nach der Lektüre der Historia von D. Johann Fausten der Teufel in sichtbarer Gestalt erschienen sei. Dieser habe ihm gegen eine Verschreibung mit dem eigenen Blut die Fähigkeit des Hexenflugs versprochen und ihn auch tatsächlich auf einen Flug nach Nürnberg mitgenommen. Diese Verschreibung habe man unter Anwendung aller verfügbaren geistlichen Mittel dem Teufel wieder entreißen können. Förner schloss die Mahnung an, die Familienväter sollten solche magischen Bücher ihren Beichtvätern übergeben, damit sie und ihre Familien vor diesem Übel bewahrt blieben. Eine sehr ähnliche Geschichte tauchte im Juni 1627 in dem Hexereigeständnis eines Vierzehnjährigen auf. Eine Magd, die unter der Folter diese Geschichte bestätigt hatte, widerrief ihr Geständnis später mit dem Hinweis, sie habe die Anregungen zu ihrer Aussage fünf Jahre zuvor bei einer Predigt Förners in St. Martin erhalten.
Die Durchführung der Hexenprozesse selbst oblag den weltlichen Instanzen des Hochstifts, Förner hatte nicht unmittelbar damit zu tun. Doch gibt es einige Hinweise darauf, dass er gelegentlich auch praktisch in die Verfolgungen eingriff. Bei einer Kronacherin, die 1622 von der fürstbischöflichen „Malefizkommission“ wegen Hexerei zum Tod verurteilt worden war, ordnete der Weihbischof zusätzlich einen Exorzismus an. Und ein Beschuldigter in einem Hexenprozess von 1627 gehörte dem geistlichen Stand an, ihm mussten daher seine Standesprivilegien entzogen werden, bevor er der weltlichen Hexenjustiz unterworfen werden konnte. In diesem Degradationsprozess vertrat Förner federführend die Anklage und leitete zugleich das urteilende Kollegium, das dem Angeklagten die geistlichen Würden entzog. In der Literatur heißt es auch mehrfach, das Bamberger Hexengefängnis, das Drudenhaus, sei auf Anregung Förners gebaut worden; für diese Angabe gibt es allerdings keinen Quellenbeleg, sie stammt wohl ursprünglich von Max Bauer.
1628 wurde Förner von unbekannter Seite selbst als Hexer denunziert, ebenso wie der Dompropst Johann Christoph Neustetter genannt Stürmer. Nach der Reaktion des Fürstbischofs Fuchs von Dornheim zu schließen, scheint dieser eine einflussreiche Person mit Verbindungen an die Höfe in München und Wien hinter dieser Beschuldigung vermutet zu haben. Er schrieb an die Beichtväter des Bayernherzogs und des Kaisers, Adam Contzen und Wilhelm Lamormaini, um jeder Verdächtigung Förners vorzubauen, und betonte zudem, Förner setze sich vielmehr in höchstem Maße für die Ausrottung der Hexerei ein. Die Denunziation hatte für Förner keine Folgen.

### Die letzten Monate
Der Fürstbischof Fuchs von Dornheim entsandte Förner im September 1630 zum Regensburger Kurfürstentag. Dabei ging es in erster Linie um die Durchsetzung des Restitutionsedikts, das Kaiser Ferdinand II.  im Vorjahr erlassen hatte. Das Edikt zielte darauf, den konfessionellen Stand des Passauer Vertrags von 1552 wiederherzustellen, was bedeutet hätte, die Rückgabe aller seitdem von protestantischen Ständen in Besitz genommenen kirchlichen Güter zu erzwingen. Fuchs von Dornheim war vom Kaiser mit der Leitung der Kommission betraut worden, die das Edikt im fränkischen Reichskreis durchsetzen sollte.
Förner strebte auf dem Kurfürstentag vor allem danach, mithilfe der Reichsinstanzen die Teile der Diözese Bamberg, die nicht unter der politischen Gewalt des Hochstifts standen und protestantisch geprägt waren, zum Katholizismus zurückzuführen. Es ging dabei um die Reichsstadt Nürnberg, für deren Rekatholisierung er bereits 1609 drastische Vorschläge gemacht hatte, das Markgraftum Brandenburg-Bayreuth und die reichsritterschaftlichen Gebiete des fränkischen Reichskreises. Wegen ihrer Reichsunmittelbarkeit bestanden dafür aber kaum realpolitische Aussichten, zumal der Kaiser im Verlauf des Kurfürstentags aufgrund der Opposition der Reichsfürsten genötigt war, das Restitutionsedikt auszusetzen, und bereits ein schwedisches Heer unter Gustav II. Adolf in Pommern gelandet war. Förner konnte nichts Fassbares erreichen.
Fuchs von Dornheim hatte auch eine Abordnung aus seinem weltlichen Hofrat nach Regensburg entsandt, um seine Hexenprozesse gegenüber dem Reichshofrat zu rechtfertigen, womit die Delegierten allerdings erfolglos blieben. Ob Förner auf seinen Audienzen beim Kaiser auch dieses Thema angesprochen hat, ist nicht bekannt; es existiert jedoch eine Quelle, die angibt, dass er die vornehmsten Reichshofräte über dieses Thema informierte.
Mitte November 1630 kehrte Förner nach Bamberg zurück. Am 5. Dezember starb er, die Todesursache ist unbekannt. Er wurde in seiner Pfarrkirche St. Martin begraben, wie es bei den Bamberger Weihbischöfen üblich war. Sein Epitaph berichtete, dass er durch seinen fleckenlosen Wandel, durch Eifer für die Religion, durch seine Gesandtschaften, durch die Weisheit seiner Ratschläge, durch den lebhaften Vortrag des Wortes Gottes und durch seine Schriften der Welt bekannt war. Bei der Säkularisation und dem Abriss der Kirche 1805 wurde die Grabtafel zerstört, die Worte sind jedoch in mehreren Abschriften überliefert.

## Wirken und Rezeption

### Schriften
Förner galt bereits seit seiner Studienzeit in Rom als hervorragender Prediger. Er war von 1594 bis 1598 ständiger Prediger für die Päpstliche Schweizergarde. Gewöhnlich entwarf er ein lateinisches Konzept für seine Predigten, gehalten hat er sie dann zumindest später, in seiner Bamberger Zeit, in der Volkssprache, also auf Deutsch.

#### Predigtsammlungen und Reden
Ein erheblicher Teil seiner zahlreichen Veröffentlichungen bestand denn auch aus lateinischen Predigtsammlungen, die er teilweise erst viele Jahre nach dem mündlichen Vortrag drucken ließ. So hat er etwa die Sermones Tricesimales (gedruckt 1627) zu Beginn seiner Bamberger Tätigkeit an der Oberen Pfarre gehalten, also fast 30 Jahre zuvor. Es handelte sich um Predigten zur Marienverehrung, vorgetragen als Festpredigten in der Zeit des sogenannten Frauendreißigers im  August und September, zwischen den Festen Mariä Himmelfahrt und Mariä Namen. Auch die 102 Predigten über Psalm 50, die 1619 unter dem Titel Rex hebronensis („der König von Hebron“, gemeint ist David; Förner war Titularbischof von Hebron) erschienen, waren laut der Vorrede schon 20 Jahre alt. Gar 214 Predigten über die Passion Christi enthält das zweibändige Werk Paradisus Malorum Punicorum, cum Pomorum Fructibus (1623 und 1626), das im Titel auf das Hohelied anspielt („Ein Lustgarten von Granatäpfeln nebst edlen Früchten“); es handelt sich gemäß Patrizius Wittmann um Kanzelreden aus seiner Dompredigerzeit. Die Sermones de natura sanctorum angelorum (gedruckt 1627) bestanden aus 30 Predigten zur Natur und den Eigenschaften der Schutzengel, gehalten wohl 1626/1627; Förner widmete sie Fuchs von Dornheim, der das Schutzengelfest 1626 in der Diözese eingeführt hatte. In der Widmung sprach er die Hoffnung aus, durch die Fürbitte der heiligen Schutzengel werde auch jener „fluchwürdige Teufelsdienst der Zauberer und Hexen völlig ausgerottet werden“, gegen den der Fürstbischof „das Schwert der Gerechtigkeit nach Gebühr und Amtspflicht gebrauche“. Zu den Predigtsammlungen gehörten schließlich auch die 35 „entsetzlichen Hexenpredigten“ in der Panoplia armaturae dei, „Gottes vollständiger Waffenrüstung gegen jeglichen Teufelsdienst des Aberglaubens“, gedruckt 1625.
Zwei weitere Werke Förners gingen ebenfalls aus Konzepten für mündliche Vorträge hervor. Duo Specula Principis Ecclesiastici (gedruckt 1623) versammelte seine Leichenpredigten für die Fürstbischöfe Neidhardt von Thüngen und Johann Gottfried von Aschhausen und fasste sie in die Form zweier Fürstenspiegel, also Beispiele der Tugenden von (in diesem Fall: geistlichen) Fürsten. Das Werk bietet eine Fülle von biografischen Einzelheiten für diese Bischöfe und ist daher eine bedeutsame Quelle für die Geschichtsforschung. Dieter J. Weiß bemerkt, dass die Darstellung nach Mustern der Heiligengeschichtsschreibung gestrickt ist. So soll Aschhausens Mutter bereits während ihrer Schwangerschaft ihr Sohn in Pontifikalien erschienen sein. Panegyris votiva gratulatoria (gedruckt 1620) basiert auf einer 1619 im Dom gehaltenen feierlichen Ansprache zu Ehren des neu gewählten Kaisers Ferdinand II., von dem er sich „den großen entscheidenden Schlag gegen alle Nichtkatholiken, den Sieg der katholischen Kirche“ im Reich erhoffte.

#### Deutschsprachige Polemiken im Glaubenskampf
Förners erste veröffentlichte Schrift war 1599 eine deutschsprachige Polemik zur Rechtfertigung des anstehenden Jubeljahrs 1600 und des damit verbundenen vollständigen Ablasses gegen die „falsch erdichtete(n) Calumnien“ (Verleumdungen) der „Lutheraner und Calvinisten“. Er stützte sich dabei vor allem auf die Argumente von Robert Bellarmin und zitierte ausgiebig aus Martin Luthers Schrift Von der babylonischen Gefangenschaft der Kirche, um deren Widersprüchlichkeit darzulegen. Das Werk wirkte provozierend auf die protestantischen Theologen, nicht so sehr wegen seines Inhalts wie wegen seiner Veröffentlichung in der Volkssprache Deutsch, eine Form, die im 16. Jahrhundert hauptsächlich die Domäne der Protestanten gewesen war. So erschien im Folgejahr eine Gegenpolemik des Augsburger Lutheraners Bartholomäus Rülich, ein „Christlicher Gegenbericht“ zum „Bäpstischen Römischen Jubeljahr und Ablaß“, der sich gegen den „falsch genandten orthodoxischen und summarischen Bericht“ Förners wandte, in Form von neun Predigten. Postwendend veröffentlichte Förner noch 1600 eine erneute Gegenschrift zur „Notwehr vnd Ehrnrettung der catholischen Religion“ gegen Rülichs Werk, das der „halb lutherisch halb calvinische Predicant“ mit „Falschheit und Ehrenverletzigen Schmachworten“ in die Welt gesetzt habe. Er druckte Rülichs Thesen vollständig ab und unternahm dann jeweils den Versuch einer Widerlegung von „Meister Bärtl“, wie er seinen Gegner nannte. In der Vorrede stellte er die „Lästerungen und Schimpfworte“ zusammen, die Rülich benutzt habe.

#### Historische Werke
Ein großer Teil von Förners Schriften ist schließlich seinen lebhaften historischen Interessen geschuldet. Förner zielte in diesen Werken stets auf aktuelle politische und religiöse Auseinandersetzungen. So befassten sich seine Beneficia miraculosa (gedruckt 1620) mit der Geschichte des Marienwallfahrtsorts Marienweiher und den dort stattgefundenen Wundern, wohl nach dem Vorbild eines 1607 erschienenen ähnlichen Berichts des Würzburger Weihbischofs Eucharius Sang über die Geschichte des Wallfahrtsorts Dettelbach. In dem Werk, in der Vorrede mit einem Gelübde des Autors während einer Krankheit motiviert, hebt Förner hervor, dass Wunder während der Zeit der protestantischen Herrschaft dort nicht vorgekommen seien. Gott wirke eben Wunder nicht durch Protestanten, nur rechtgläubige Katholiken könnten Gott als Thaumaturg erfahren. Wunder seien das positive Gegenstück zur falschen Prophetie der Reformatoren, so die Interpretation von William Bradford Smith. Noch ausgreifender war die Palma Triumphalis von 1621, ein über tausendseitiges Werk mit einer Zusammenstellung von Wallfahrtsorten in aller Welt und den dort gewirkten Heilungsgeschichten, in dem Förner erneut die Marienverehrung gegen die Reformatoren verteidigte und zudem speziell die „Pseudowunder“ der Rosenkreuzer verwarf. Das Buch war Kaiser Ferdinand II. gewidmet.
Zwei weitere Werke Förners sind kommentierte Editionen historischer Quellen. Mit Leopoldi De Bebenbvrg Liber I (1624) legte Förner Ferdinand II., dem das Werk gewidmet ist, die über 250 Jahre alten Schriften des Bamberger Fürstbischofs Lupold von Bebenburg ans Herz, den er als beispielhaften Vertreter einer Einheit von juristischem und politischem Scharfsinn mit religiösem Eifer darstellte. In seiner Edition der Sitzungsberichte und Urkunden des Wormser Religionsgesprächs von 1557 (Historia hactenus sepulta Colloquii Wormatiensis, 1624) versuchte er zu zeigen, dass das Gespräch an der inneren Uneinigkeit der Nichtkatholiken gescheitert sei, und rief zur Einigkeit im katholischen Lager auf.
Die unter dem Pseudonym „Christianus Erdtmannus“ verfasste Schrift Norimberga in flore avitae romano-catholicae religionis (1629) ist eine Zusammenstellung von Quellen aus der Geschichte Nürnbergs. Förner kontrastierte hier Quellen aus dem vorreformatorischen Nürnberg, die das Bild einer christlichen Stadt „in der Blüte der ererbten römisch-katholischen Religion“ zeichnen, mit Quellen aus der protestantischen Geschichte Nürnbergs, unter anderem dem Beschluss zur Einschmelzung der Kirchenschätze. In dem etwa gleichzeitigen Werk Relatio historico-paraenetica, unter demselben Pseudonym verfasst, beklagte er, dass die Reichskleinodien, insbesondere die Heilige Lanze, unter protestantische Herrschaft geraten seien und daher der Verehrung der Rechtgläubigen entzogen seien. Beide Schriften zielten darauf, Material für die Durchsetzung des im selben Jahr erlassenen Restitutionsedikts gegen Nürnberg zu liefern. Sie erschienen nicht nur unter Pseudonym, sondern auch mit „nicht sinnvoll auflösbare(n) Abkürzungen“ hinter dem Namen des Verfassers, der Angabe, dieser stamme aus Straßburg, und ohne Druckort. Die offensichtlich beabsichtigte Irreführung bezüglich des Autors war aber nicht sonderlich erfolgreich; schon im Folgejahr vermutete der Nürnberger Johann Müllner in einer Gegenschrift, dass Förner der Verfasser sei, der ja dann auch 1630 auf dem Regensburger Kurfürstentag als Anwalt genau derselben Sache auftrat.

#### Gesamtwerk
Die veröffentlichten Schriften Förners umfassen in den Originalpublikationen an die 10.000 Druckseiten, größtenteils in lateinischer Sprache. Dazu kommen jedoch noch zahlreiche interne Dokumente. William Bradford Smith macht besonders auf die Protokollenbücher aufmerksam, die unter Förners Leitung zusammengestellt wurden: 13 handschriftliche Foliobände, die detaillierte Informationen über die einzelnen Gemeinden des Bamberger Bistums zusammentrugen, vor allem Urkunden über Gründungen, Stiftungen und Patronate. Dabei interessierte sich Förner besonders für die Zeit ab dem 14. Jahrhundert; fast jeder Eintrag beginnt mit einer Bemerkung darüber, ob die jeweilige Pfarrkirche in den Hussitenkriegen beschädigt oder zerstört wurde. Immer wieder beschäftigten ihn die kritischen Zeitpunkte, an denen die Einheit der katholischen Kirche durch ‚häretische‘ Angriffe gefährdet worden sei.

### Rezeption
Friedrich Leitschuh kommentierte mehr als 250 Jahre später: „Wir sind die Letzten, welche Förner’s wirkliche und vielfache Verdienste verkennen, aber seine Thätigkeit in Bezug auf das Hexenwesen kann sich unseres Beifalles eben nicht erfreuen.“
In der Verfilmung von Sabine Weigands Roman Die Seelen im Feuer wird er von Alexander Held verkörpert.

## Werke

### Als Autor unter eigenem Namen
- Vom Ablaß und Jubeljar Orthodoxischer und Summarischer Bericht … Angermayer in der Ederschen Druckerei, Ingolstadt 1599. Digitalisat beim Münchener Digitalisierungszentrum (MDZ)
- Notwehr vnd Ehrnrettung Der Catholischeñ Religion vnd etlich jhrer fuernembsten Glaubens Articuln als vom Ablaß vnd Iubilaeo …. Angermayer in der Ederschen Druckerei, Ingolstadt 1600. Digitalisat beim MDZ.
- Sendtschreiben von erschröcklichem Untergang sechs Ketzerischen Personen … Angermayer in der Ederschen Druckerei, Ingolstadt 1602. Zusammen mit Anon.: New/ Unerhörte/ erschröckliche/ warhafftige Wundergeschicht … Mitsambt einem baderbornensichem Sendtschreiben … Digitalisat beim MDZ. Zugleich bei Georg Neukirch, Überlingen 1602. Digitalisat der Universitätsbibliothek Leipzig
- De Temulentiae Malo … Angermayer in der Ederschen Druckerei, Ingolstadt 1603. Digitalisat beim MDZ. Deutsch etwa: Vom Übel der Trunksucht …
- Christliche katholische Kinderlehr für die Jugendt deß Stiffts Bamberg … Horitz, Bamberg 1612
- Rex Hebronensis … Psalmus L. Miserere Mei Deus, &c ... Elisabeth Angermayer, Ingolstadt 1619. Digitalisat beim MDZ. 2. Auflage 1624, 3. Auflage 1630. Deutsch etwa: Der König von Hebron … Der 50. Psalm. Herr, erbarme Dich meiner …
- Beneficia miraculosa tam vetera, quam recentia virginis deiparae Weyerensis …. Johannes Kinchius, Köln 1620. Digitalisat beim MDZ
  - Übersetzung ins Deutsche von Andreas Möhr: Kurtzer Inhalt Der vornehmst- und denkwürdigsten Wunderthaten, Welche bey dem Welt-berühmbten Gnaden-Bild zu Maria Weyer geschehen … Gärtner, Bamberg 1712. Digitalisat bei GoogleBooks
- Panegyris votive gratulatoria … Ferdinando II., Romanorum regi inaugurato et imperatori electo. Elisabeth Angermayer in der Ederischen Druckerei, Ingolstadt 1620. Digitalisat beim MDZ. Deutsch etwa: Feierliche Festrede für Ferdinand II., König der Römer und gewählter Kaiser …
- Palma Triumphalis Miraculorum Ecclesiae Catholicae, Et in primis Gloriosissimae Dei Genitricis Virginis Mariae … Wilhelm Eder, Ingolstadt um 1621. Digitalisat beim MDZ. Deutsch etwa: Siegespreis der Wunder der katholischen Kirche, und besonders der ehrwürdigsten Gottesgebärerin, der Jungfrau Maria …
- Duo Specula Principis Ecclesiastici, E Duorum Laudatissimorum Praesulum ac Principum … Ioannis Godefridi, Episcopi Bambergensis Et Herbipolensis … Et … Nythardi Episcopi Bambergensis, Praepositi Herbipolensis … Gregor Haenlin, Ingolstadt 1623. Digitalisat beim MDZ. Deutsch etwa: Zwei Fürstenspiegel des geistlichen Fürsten … des Johann Gottfried, Bischof von Bamberg und Würzburg … und des Neidhardt, Bamberger Bischof und Würzburger Domprobst …
- Paradisus Malorum Punicorum, cum Pomorum Fructibus; Dominicae Passionis, Mortis, Resurrectionis, &c. … Concionibus Explicata … Band 1: Gregor Haenlin, Ingolstadt 1623. Digitalisat beim MDZ. Band 2: Gregor Haenlin, Ingolstadt 1626. Digitalisat beim MDZ. Deutsch etwa: Ein Paradies von Granatäpfeln und edlen Früchten;[71] von der Passion, dem Tod und der Auferstehung des Herrn … in Predigten erklärt …
- Panoplia Armaturae Dei, Adversus Omnem Superstitionum, Divinationum, Excantationum, Daemonolatriam, Et Universas Magorum, Veneficorum, Et Sagarum, Et Ipsiusmet Sathanae Insidias, Praestigias Et Infestationes … Gregor Haenlin, Ingolstadt 1625/1626. Digitalisat beim MDZ (Jahreszahl 1625); Digitalisat bei der Digitalen Historischen Bibliothek Erfurt/Gotha (Jahreszahl 1626). Deutsch:[72] Gottes vollständige Waffenrüstung gegen jeglichen Teufelsdienst des Aberglaubens, der Wahrsagerei, der Zauberei und wider sämtliche Anschläge der Zauberer, Giftmischer und Satans höchstpersönlich, und gegen all sein Blendwerk und seine Anfeindungen …
  - Übersetzung ins Deutsche von Burghard Schmanck: Dämonenglaube und Zauberei im Jahre 1625. Die Hexenpredigten des Bamberger Bischofs Friedrich Förner. Traugott Bautz, Nordhausen 2015
- Sermones Tricesimales De Felicissimo, Ex Hac Vita Transitu, Gloriosissima In Coelos Assumptione, & Susceptione, Regia inauguratione, & Coronatione, Patrocinio, Cultu, atque Devotione, Augustissimae Hominum & Angelorum Reginae, Deiparae Virginis Mariae … Wilhelm Eder, Ingolstadt 1627. Digitalisat beim MDZ. 2. Auflage 1631. Deutsch etwa: Dreißiger-Predigten über den glücklichsten Übergang aus diesem Leben, die glorreiche Himmelfahrt und Aufnahme im Himmel, die Krönung, das Patronat und die Verehrung der Ehrwürdigsten der Menschen und Königin der Engel, der gottesgebärenden Jungfrau Maria …
- Sermones de natura … sanctorum angelorum … Cornelius Leysser, Bamberg 1627. Digitalisat beim MDZ. Deutsch etwa: Predigten über die Natur … der heiligen Engel …

### Unter dem Pseudonym Christianus Erdtmannus
- Norimberga, in flore avitae romano-catholicae religionis, ex antiquissimis variorum monasteriorum, bibliothecis veteribusque monumentis, graphice delineata & expicta … o. O. 1629. Digitalisat beim MDZ. Deutsch etwa: Nürnberg in der Blüte der ererbten katholischen Religion, aus den ältesten Bibliotheken verschiedener Klöster und alten Urkunden zusammengestellt und anschaulich geschildert …
- Relatio historico-paraenetica, de sacrosanctis, Sacri Romani Imperii, reliquiis, et ornamentis pro coronatione Romanorum imperatorum Norimbergae asservatis … o. O. 1629. Digitalisat beim MDZ. Deutsch etwa: Mahnender historischer Bericht über die hochheiligen Reliquien des Heiligen Römischen Reichs und Insignien für die Krönung der römischen Kaiser, aufbewahrt in Nürnberg …

### Als Herausgeber und Kommentator
- Leopoldi De Bebenbvrg … De Zelo Catholicae Religionis Vetervm Germaniae Principvm, Romanorvm Regvm, Imperatorvm: Liber I ante trecentos circiter annos conscriptus, nunc e veteribus bibliothecis erutus … Gregor Haenlin, Ingolstadt 1624. Digitalisat beim MDZ. Deutsch etwa: Des Lupold von Bebenburg Schriften über den Eifer der alten deutschen Fürsten, römischen Könige und Kaiser für die katholische Religion, zusammengestellt nach ungefähr 300 Jahren, heute aus alten Bibliotheken ausgegraben …
- Historia hactenus sepulta, Colloquii Wormatiensis: Auctoritate Ferdinandi I. Romanorum Regis, Ex Decreto Omnium Imperii Statuum, Inter Veteris Catholicae Ecclesiae, Et Augustanae Confessionis Theologos, Anno. M.D.LVII, instituti, In Quo Praeter Eximios Alios Theologos, R.P. Petrus Canisius, Societatis Jesu, Philippo Melanchthoni Confeßionis Augustanae Architecto, Et Sociis Eius Comministris, Oppositus, Sic Montes Tetigit, Ut Fumigarent … / E Codice Manu Scripto … Gregor Haenlin, Ingolstadt 1624. Digitalisat beim MDZ. Deutsch etwa: Die bislang verborgene Geschichte des Wormser Religionsgesprächs …
- Rosa pentaphyllata. Devotio augustissimorum V vulnerum Domini Jesu … Witwe des Augustinus Crinesius, Bamberg 1630. Deutsch etwa: Die fünfblättrige Rose. Andacht über die hochheiligen fünf Wunden des Herrn Jesus … Digitalisat beim MDZ

### Briefe und Testament
- Anton Ruland (Hrsg.): Briefe des Bamberger Dompredigers und späteren Weihbischofs Friderich Forner. Manuskript mit Abschrift von Briefen Förners an Christoph Gewold, Bamberg 1871. Digitalisat bei der Staatsbibliothek Bamberg. HV.Msc.410 ist die Druckvorlage für die gleichnamige Veröffentlichung im Bericht über das Wirken und den Stand des Historischen Vereins für Oberfranken zu Bamberg : im Jahre 1871, 34.1871, S. 147–201 (Digitalisat des Bandes).
- Abschrift des Testamentes des Weihbischofs Friderich Förner 1630. Manuskript aus dem Karmelitenkloster Bamberg. Digitalisat bei der Staatsbibliothek Bamberg.